# Nemobiodes feai
Nemobiodes feai är en insektsart som beskrevs av Lucien Chopard 1917. Nemobiodes feai ingår i släktet Nemobiodes och familjen syrsor. Inga underarter finns listade i Catalogue of Life.